# Coussareeae
Coussareeae es una tribu de plantas perteneciente a la familia Rubiaceae.

## Géneros
Según NCBI
- Coccocypselum - Coussarea - Cruckshanksia - Declieuxia - Faramea - Heterophyllaea - Hindsia - Oreopolus[1]